# Влодзімеж Сокорський

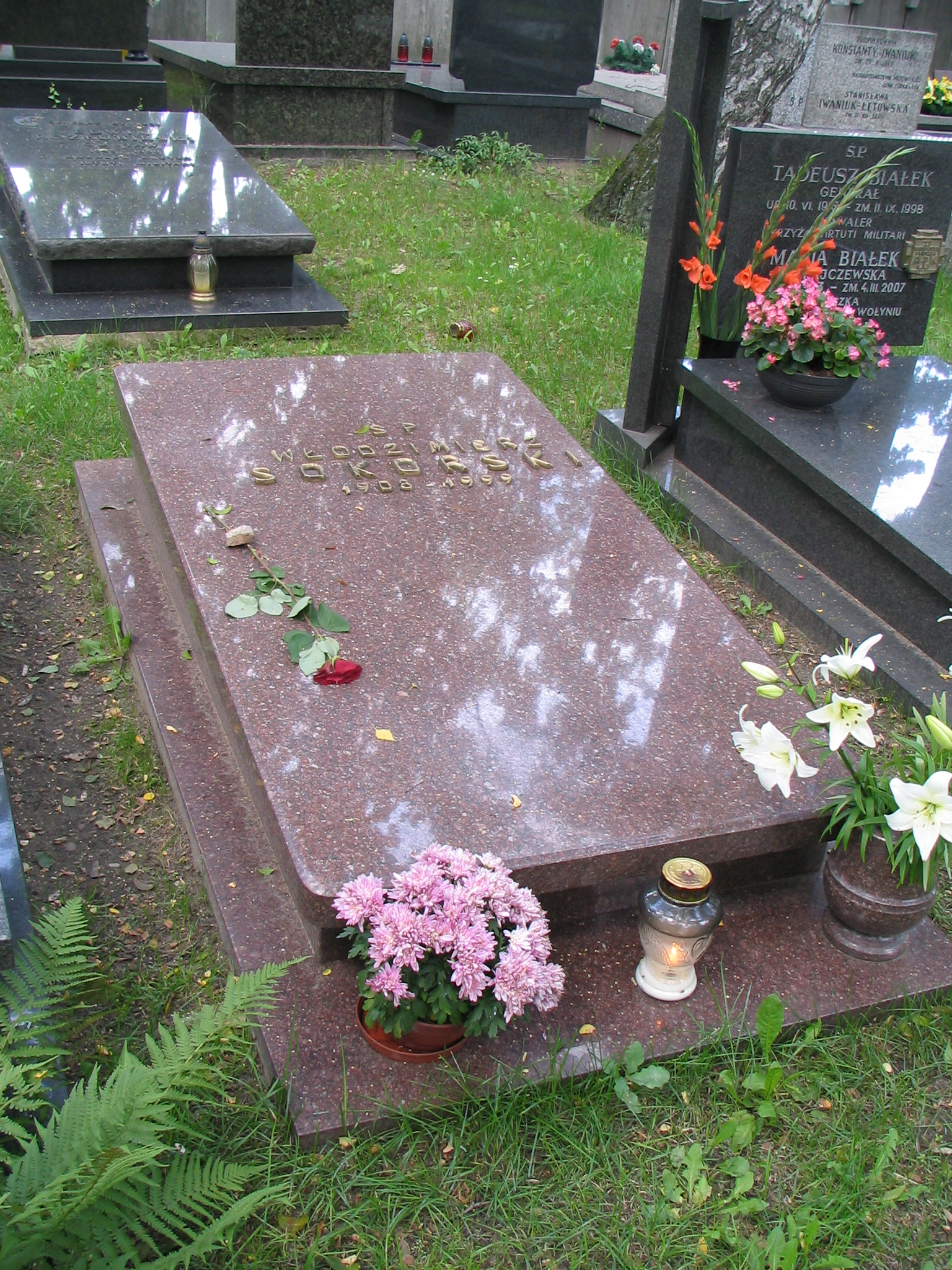
Могила Влодзімєжа Сокорського на військовому кладовищі Повонзкі у Варшаві, 23 липня 2008 р.

Влодзімєж Сокорський, пс. «Анджей Сокора» (2 липня 1908, Александровськ — 2 травня 1999, Варшава) — польський військовий офіцер, бригадний генерал Війська Польського, письменник, журналіст, оглядач, співробітник міністерства культури і мистецтва (1952—1956), голова Комітету Радіо і телебачення (1956—1972), заступник члена ЦК Польської об'єднаної робітничої партії; член Національної Ради, Законодавчого Сейму та Сейму ПНР 1-го, 4-го, 5-го і 6-го термінів повноважень; президент Головного правління Союзу борців за свободу і демократію (1980—1983). Будівельник ПНР.

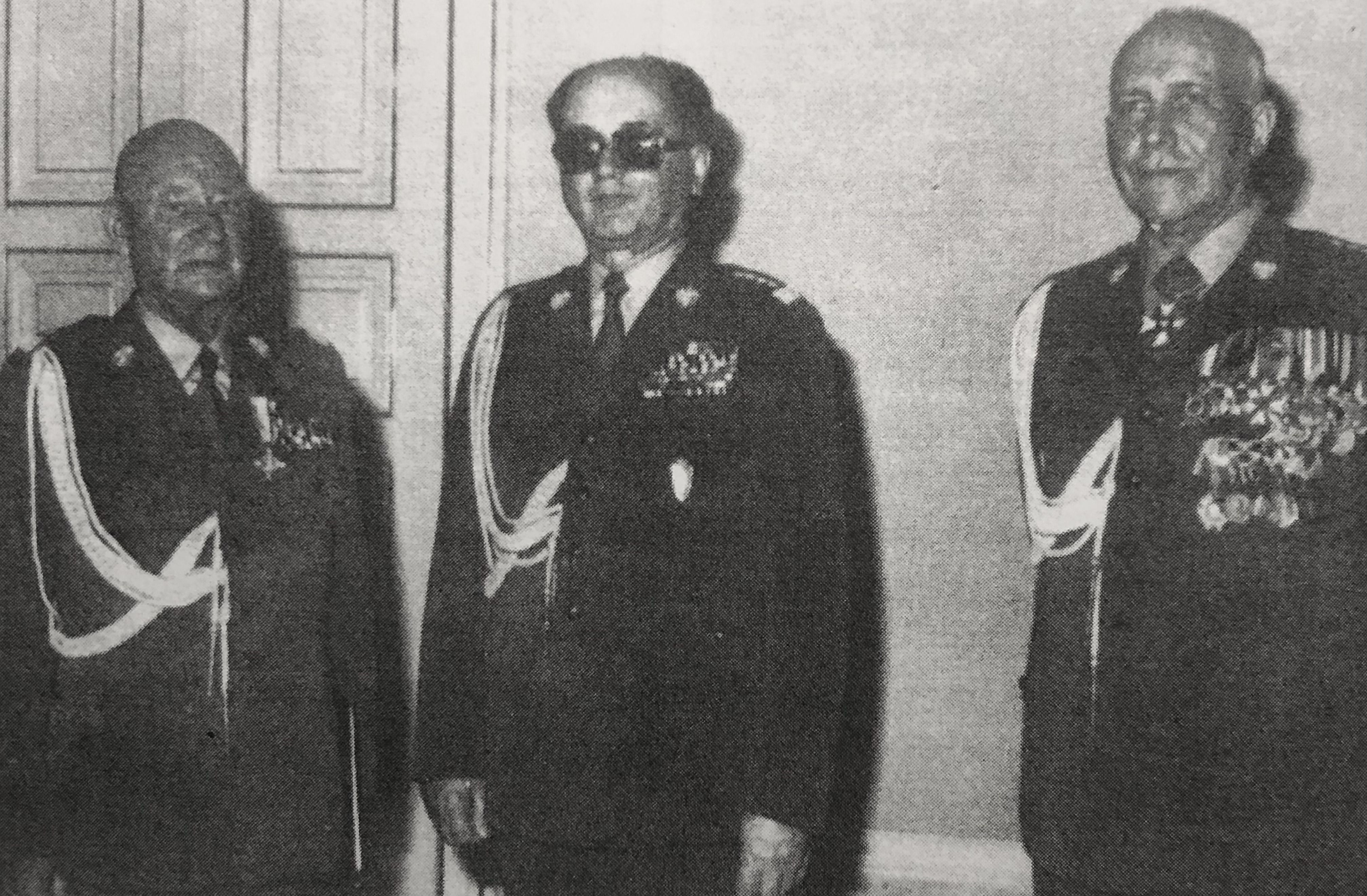
Генерали Влодзімєж Сокорський, Войцех Ярузельський і Зиґмунт Гуща в Бельведерському палаці, жовтень 1988 р.

## Біографія
Син учителя Міхала та Катажини Полеської Щипило. Період Першої світової війни провів у будинку свого діда під Ялтою. У 1924—1926 роках був учнем гімназії ім. Тадеуша Костюшка в Ломжі .
У 1924—1927 роках був членом Комуністичної спілки польської молоді. У 1927—1938 роках — член Польської комуністичної партії (у 1929—1931 роках — генеральний секретар партії). У 1928—1931 роках був активним членом Польської соціалістичної партії — лівих (на першому з'їзді цієї партії в 1929 році разом з Владиславом Ґомулкою був членом програмного комітету та членом Центрального комітету). У 1931—1935 роках був ув'язнений за політичну діяльність у в'язницях у Лодзі, Вронках та Білостоку; у 1934 р. був покараний карою за протест проти відібрання цивільного одягу у в'язнів, а також був побитий охоронцями за оголошення голодування. Закінчив філософський факультет Варшавського університету. У 1936 році під псевдонімом Анджей Сокора опублікував роман «Роздарний брук».
Учасник оборонної війни 1939 року, під час Другої світової війни перебував у Радянському Союзі. У 1939—1941 роках працював на Державній залізниці УРСР у Ковелі, а після нападу Німеччини на Радянський Союз був зарахований до Корпусу охорони залізниць, у якому спочатку служив у Харкові, а з 1942 року — у Сталінграді. Отримав звання майора. Активіст профспілкового руху в Куйбишеві та Тбілісі. У 1943—1944 роках був співорганізатором Союзу польських патріотів . Після формування польських збройних сил в СРСР був заступником командира з політико-виховної роботи 1-ї піхотної дивізії. Тадеуша Костюшка, потім 1-й корпус польських збройних сил в СРСР . Усунений від цієї функції після створення (разом з Якубом Правіним) програмного документу «За що ми боремося», відомого як «Тези № 1», передбачаючи впровадження так званої системи в Польщі після війни як організована демократія. Передбачалося взяття влади в країні польською армією, створеною в Радянському Союзі в обхід комуністичної партії. Він також бачив можливість корекції на користь Польщі лінії Керзона. Свої погляди він викладав у пресі 1-го корпусу та під час інструктажів його офіцерів. Учасник битви під Леніно.
У 1941—1945 рр. належав до ВКП(б), а з 1943 р. водночас до Польської робітничої партії, з якою в 1948 р. вступив у Польську об'єднану робітничу партію (був делегатом її партії перші шість конгресів). Був депутатом Національної Національної Ради, Законодавчого Сейму та Сейму Народної Республіки Польща 1-го, 4-го, 5-го та 6-го термінів повноважень (послідовно від округів: Ломжа, Хожув, Кельце та Радзинь-Подляський). У 1948—1975 роках — заступник члена ЦК Польської об'єднаної робітничої партії. У 1945—1948 рр. — секретар ЦК профспілок.
З 21 листопада 1952 р. по 19 квітня 1956 р. — міністр культури і мистецтва (попередньо, з березня 1948 р. по листопад 1952 р. — заступник держсекретаря цього міністерства), один із головних пропагандистів т. зв. соціалістичний реалізм (соціалістичний реалізм). У листопаді 1953 року телебачення показало першу постановку Телевізійного театру.
У 1956—1960 роках був головою Комітету польського радіомовлення, а з 1960 по 1973 рік — Комітету радіо і телебачення Польського радіо і телебачення. Йому вдалося залучити до роботи на радіо та телебаченні багатьох діячів культури та мистецтва, зокрема Станіслава Ґрохов'яка, Адама Ганушкевича, Єжи Антчака, Єжи Васовського та Єремі Пшибору, Єжи Яніцького та Ольгу Ліпінську. З його ініціативи Кароль Малкужинський створив «Монітор», Ірена Дзедзіч — «Tele-Echo», а радіо почало транслювати « Південь з молоддю».
З 1966 по 1990 рік був головним редактором Miesięcznik Literacki.
Багаторічний член Вищої Ради та Головної Управи Спілки борців за свободу і демократію. З травня 1972 року був членом президії Головної Управи, а в 1980—1983 роках президентом ZG ZBoWiD. Він також був членом Національної ради культури та головою Комітету зі спорудження пам'ятника Костюшку у Варшаві. У жовтні 1988 року призначений бригадним генералом (за часів правління ген. Войцеха Ярузельського). Він був багаторічним членом редакційного комітету ЦК Польської об'єднаної робітничої партії «Z Pola Walki», яка публікувала статті з історії польського та міжнародного робітничого та комуністичного рухів. 28 листопада 1988 року став членом Почесного комітету 40-річчя Об'єднавчого з'їзду Польської робітничої партії — ППС — заснування Польської об'єднаної робітничої партії під головуванням першого секретаря ЦК. Польської об'єднаної робітничої партії. У 1988—1990 роках член Ради охорони пам'яті боротьби та мучеництва. У лютому 1989 року увійшов до складу Комітету вшанування пам'яті жертв сталінських репресій.
12 жовтня 1988 року він отримав спеціальну нагороду міністра національної оборони генерала армії Флоріана Сівіцького за життєві досягнення в літературі.
Широко відомий своїм життєрадісним цинізмом, любов'ю до життя та схильністю сильно перебільшувати свої історії. Він був неоднозначною і суперечливою постаттю серед партійних владних кіл. Незважаючи на пропагування соціалістичного реалізму та лінії комуністичної партії, наголошується, що як міністр культури і мистецтва він також врятував від репресій деяких письменників і діячів культури. З іншого боку, Анджей Вайда назвав діяльність Влодзімежа Сокорського на посаді міністра культури «ганьбою для польської культури».
У 1954 році, коли Влодзімєж Сокорський був міністром культури, Анджей Вайда отримав державні кошти на виробництво фільму «Покоління». Цей фільм розпочав кар'єру режисера Анджея Вайди.
Похований на військовому кладовищі Повонзкі у Варшаві (секція D6-2-41).

## Особисте життя
Він був одружений чотири рази і мав трьох дочок і сина. Однією з дружин була Галина, уроджена Снарська (1920 р.н.), іншою — актриса Барбара Клімкевич (1936—2010), яка кілька років грала роль Ельжбети Матисякової, першої дружини Ґєнека Матисяка, у радіовиставі «Matysiakowie». Останньою дружиною була Веслава Ізабелла Федоронько.

## Авторство
Влодзімєж Сокорський був автором, серед інших таких книг:
- Справи професійного руху, 1947;
- Журнал подорожей за два місяці в Китаї, 1954;
- Товстим рядком: діалоги про мистецтво, мораль і соціалізм, 1954;
- Сучасність і молодь, 1963;
- Сучасна масова культура: етюди, 1967;
- Культура і політика — нариси і статті, 1970;
- Поляки з Леніна, 1971;
- Записки, 1975;
- Петро, 1976;
- Люди і справи, 1977;
- Польські роздуми, 1977;
- Сходинки, 1978;
- Леон Шиллер, 1978;
- Ксаверій Дуніковський, 1978;
- Час, що не минає, 1980;
- Миколая, 1980;
- Роздуми про культуру: Література і мистецтво тридцяти п'ятиріччя, 1980;
- Ті роки, 1980;
- Стань собою, 1982;
- Не можна повторити, 1984;
- Стань собою, 1987;
- Skazani na się, 1988;
- Знаки питання, 1988;
- Нічого простого, 1989;
- Uwikienia, 1990;
- Спогади, 1990;
- Роман з комунізмом, 1991.

## Нагороди (вибрані)
- Орден Будівничих Народної Польщі
- Золотий хрест військового ордена Virtuti Militari
- Срібний хрест військового ордена Virtuti Militari
- Орден Трудового Прапора 1 ст
- Великий хрест Ордена Відродження Польщі
- Командорський хрест із зіркою Ордена Відродження Польщі (1964)[18]
- Командорський хрест ордена Відродження Польщі (1949)[19]
- Лицарський хрест Ордена Відродження Польщі (1946)[20]
- Золота медаль «За заслуги в обороні Батьківщини»
- Медаль 40-річчя Народної Польщі
- Медаль 30-річчя Народної Польщі
- Медаль 10-річчя Народної Польщі
- Медаль ім Людвік Варинський (1986)[21]
- Запис у «Книзі почесних солдатських подвигів» (1985 р.)
- Орден Леніна (Радянський Союз)
- Ювілейна медаль «20 років Перемоги у Великій Вітчизняній війні 1941—1945 рр.» (Радянський Союз)
- Ювілейна медаль «Тридцять років Перемоги у Великій Вітчизняній війні 1941—1945 рр.» (Радянський Союз)
- Ювілейна медаль «Сорок років перемоги у Великій Вітчизняній війні 1941—1945 рр.» (Радянський Союз)
- і інші

## Виноски
1. ↑  Чеська національна авторитетна база даних
2. 1 2 3  Catalog of the German National Library
3. 1 2 3  https://bs.sejm.gov.pl/F?func=find-acc&acc_sequence=000014035&find_code=SYS&local_base=ARS10
4. ↑  Włodzimierz Sokorski, Wspomnienia, Warszawa 1990, s. 8–10.
5. ↑  Ewa Maria Ożóg, Władysław Gomułka. Biografia polityczna, t. I, Wydawnictwo Spółdzielcze Warszawa, 1989, s. 35, ISBN 83-209-0716-0.
6. ↑  Włodzimierz Sokorski, Wspomnienia, Warszawa 1990, s. 54.
7. ↑  Anna Ścibór-Świderska, Jakub Berman. Biografia komunisty, IPN, Warszawa 2009, s. 90–92.
8. ↑  Włodzimierz Sokorski, Stanisław Zawiśliński, Wyznania Zdrajcy, 1991.
9. ↑  «Trybuna Robotnicza», nr 108 (8784), 8 maja 1972, s. 2.
10. ↑  «Wojskowy Przegląd Historyczny», nr 2 (128), kwiecień — czerwiec 1989, Warszawa, s. 352.
11. ↑  Skład Rady Ochrony Pamięci Walk i Męczeństwa 1988–2011 (PDF). Архів оригіналу (PDF) за 3 листопада 2014. Процитовано 23 вересня 2022., radaopwim.gov.pl [dostęp 2020-05-02].
12. ↑  «Rzeczpospolita», 1989, nr 37 (2171), s. 1–2.
13. ↑  Internetowa Baza Filmu Polskiego, Państwowa Wyższa Szkoła Filmowa i Telewizyjna i Teatralna im Leona Schillera w Łodzi.
14. ↑  Wyszukiwarka grobów w Warszawie [dostęp 2020-05-02].
15. ↑  Prezenterki Tele PRL. Wydawnictwo Świat Książki. с. 69. ISBN 978-83-8031-299-9.
16. ↑  Zdzisław Nardelii, Płaskorzeźby dyletanta. Warszawa 1988, s. 188.
17. ↑  Janusz Królikowski: Generałowie i admirałowie Wojska Polskiego 1943—1990, t. III: M–S, Toruń 2010, s. 480.
18. ↑  Wręczenie odznaczeń w Belwederze. nr 170 z 20 lipca 1964: 2.
19. ↑  M.P. z 1949 r. nr 62, poz. 832.
20. ↑  M.P. z 1947 r. nr 27, poz. 194.
21. ↑  «Życie Partii», styczeń–marzec 1987, s. 55.